# Buissard
Buissard ist eine französische Gemeinde im Département Hautes-Alpes in der Region Provence-Alpes-Côte d’Azur. Sie gehört zum Kanton Saint-Bonnet-en-Champsaur im Arrondissement Gap. Die Bewohner nennen sich Buissardins.

## Geografie
Der Drac fließt im Süden an der Gemeindegrenze entlang. Die angrenzenden Gemeinden sind Saint-Julien-en-Champsaur im Westen und im Norden, Saint-Michel-de-Chaillol im Nordosten, Chabottes im Osten und im Süden sowie Forest-Saint-Julien im Südwesten.

## Bevölkerungsentwicklung
| Jahr      | 1962 | 1968 | 1975 | 1982 | 1990 | 1999 | 2006 | 2012 |
| --------- | ---- | ---- | ---- | ---- | ---- | ---- | ---- | ---- |
| Einwohner | 109  | 102  | 91   | 111  | 100  | 100  | 156  | 186  |